# Saint Andrew, Dominica
Saint Andrew är en parish i Dominica. Den ligger i den centrala delen av landet, 29 km norr om huvudstaden Roseau. Antalet invånare är 11 122. Arean är 178 kvadratkilometer. Saint Andrew ligger på ön Dominica.
Terrängen i Saint Andrew är varierad.
Följande samhällen finns i Saint Andrew:
- Marigot
- Wesley
- Woodford Hill
- Calibishie
- Vieille Case
- Hampstead
- Paix Bouche